# Hazel English
Hazel English (Sydney, 27 de novembro  de 1990) é uma musicista indie pop australiana-americana que mora em Oakland, Califórnia. Faz parte da banda que tem seu nome.

## Início de vida e carreira
Antes de criar música, English dedicou seu tempo ao estudo de criação literária em Melbourne, Austrália. Em 2013, Hazel mudou-se para São Francisco para um programa de intercâmbio de estudantes e depois para Oakland. Sua carreira musical começou quando ela se apresentou em open mics e com artistas locais. Ela conheceu Jackson Phillips da banda Day Wave na livraria onde trabalhava na época. Eles se tornaram colaboradores musicais, com Phillips co-escrevendo a maioria das canções.
Ela formou uma banda, mantendo o nome Hazel English, e eles fizeram seu primeiro show de abertura para a banda Craft Spells no Great American Music Hall em São Francisco em 9 de setembro de 2015. Naquele ano, English publicou suas três primeiras canções no Soundcloud: "Never Going Home", "It's Not Real" e "Fix". Em 2016, English lançou o EP 'Never Going Home" pelas gravadoras Marathon Artists Records e House Anxiety Records. Em 12 de maio de 2017, ela lançou seu EP duplo, Just Give In/Never Going Home.

### 2019–2020:ShakingeWake UP!
Em 6 de novembro de 2019, English lançou o single "Shaking", co-escrito por Blake Stranathan e produzido por Justin Raisen. O Stereogum disse que a música é um "golpe bem no coração da psicodelia dos anos 60. Sua melodia central ridiculamente cativante parece fresca, mas mantém uma sensibilidade retrospectiva". O videoclipe foi dirigido por Erin S. Murray. Em 29 de janeiro de 2020, English anunciou no Instagram que lançará seu álbum de estreia intitulado "Wake UP!" em 24 de abril. O álbum foi produzido por Justin Raisen em Los Angeles e por Ben H. Allen em Atlanta. WAKE UP! foi posteriormente lançado na data anunciada e recebeu críticas positivas, com os críticos elogiando o desenvolvimento de English desde seus lançamentos anteriores.

## Discografia
- Never Going Home (EP, 2016, Marathon Artists, House Anxiety)
- Just Give In/Never Going Home (2017, Marathon Artists, House Anxiety)
- Wake UP! (2020, Polyvinyl Records)